# Gracias a Dios-fok
A Gracias a Dios-fok (spanyolul: Cabo Gracias a Dios, jelentése Hála Istennek-fok) egy földfok Honduras és Nicaragua határán, a Coco folyó torkolatánál. Ez mindkét ország szárazföldi részének legkeletebbi pontja. Mivel a folyó egyaránt folyamatosan pusztítja a szárazföldet és rakja le hordalékát, a folyódelta, vagyis a Gracias a Dios-fok környezete is folyamatosan változik. Jelenleg a legkeletebbi pont Nicaraguához tartozik.

## Története
A hagyomány szerint amikor 1502. szeptember 12-én Kolumbusz Kristóf hajói egy nagy tengeri vihart éltek át, és ennél a foknál jutottak ki a csendesebb vizekre, Kolumbusz felkiáltott: „¡Gracias a Dios que al fin salimos de esas honduras!” („Hála Istennek, hogy végre kijutottunk azokból a mélységekből!”). Erről kapta a nevét maga Honduras és a Gracias a Dios-fok is.